# Torrey DeVitto
Torrey Joel DeVitto (* 8. června 1984, Huntington, New York, Spojené státy americké), známá jako Torrey DeVitto, je americká herečka a bývalá modelka. Její nejznámější role jsou bláznivá chůva Carrie v seriálu One Tree Hill, Melissa Hastings v seriálu Prolhané krásky a v Meredith Fell v seriálu Upíří deníky.

## Životopis
Byla vychovávána v Huntingtonu na Long Islandu v New Yorku a dále ve Winter Park na Floridě. Její rodiče jsou Mary a Liberty DeVitto; její otec byl dlouhodobým bubeníkem pro Billyho Joela. V den jejího narození Joel vystupoval na stadionu Wembley a před uvedení písně „The Longest Time“ měl speciální poznámku, že žena DeVitta mu právě porodila dítě, což způsobilo potlesk ve stoje pro DeVitta, který na koncertu hrál na bicí. Má dvě sestry, Devon a Maryelle. Její sestra Maryelle vystupovala v seriálu Endurance. Torrey jako dítě strávila mnoho času cestováním se svými rodiči.
Navštěvovala základní školu Fort Salonga Elementary School. Ve věku šesti let začala brát lekce hraní na housle a ve čtvrté třídě získala místo jako houslistka ve středoškolské kapele. Když ji bylo dvanáct let, tak hrála sólo na housle na svatbě Christie Brinkley a Petera Cooka. Po absolvování na Winter Park High School strávila léto v Japonsku, kde pracovala jako modelka a předtím trávila čas v Chicagu.

## Kariéra
DeVitto svou kariéru začala v reklamách, což popsala jako "odrazový můstek, aby získala práci v televizi a filmu". Byla zapsána v modelingových agenturách Ford a Avenue One, ale v roce 2002 si uvědomila, že nevidí svou budoucnost v modelingu a rozhodla se začít s kariérou herečky. Ale zůstala i u své lásky k hudbě a v roce 2002 hrála na housle s Tommy Davidson Band na Sunset Room v Hollywoodu. Také hrála na housle na albu Raphaela Saadiqa z roku 2004, stejně jako v roce 2011 na albu Stevieho Nickse s názvem In Your Dreams. Od této chvíle cítí, že hraní je její "nejsilnější vášní a v tomto bodě nahrazuje hudbu", ale doufá, že "v budoucnosti s hudbou bude dále pracovat".

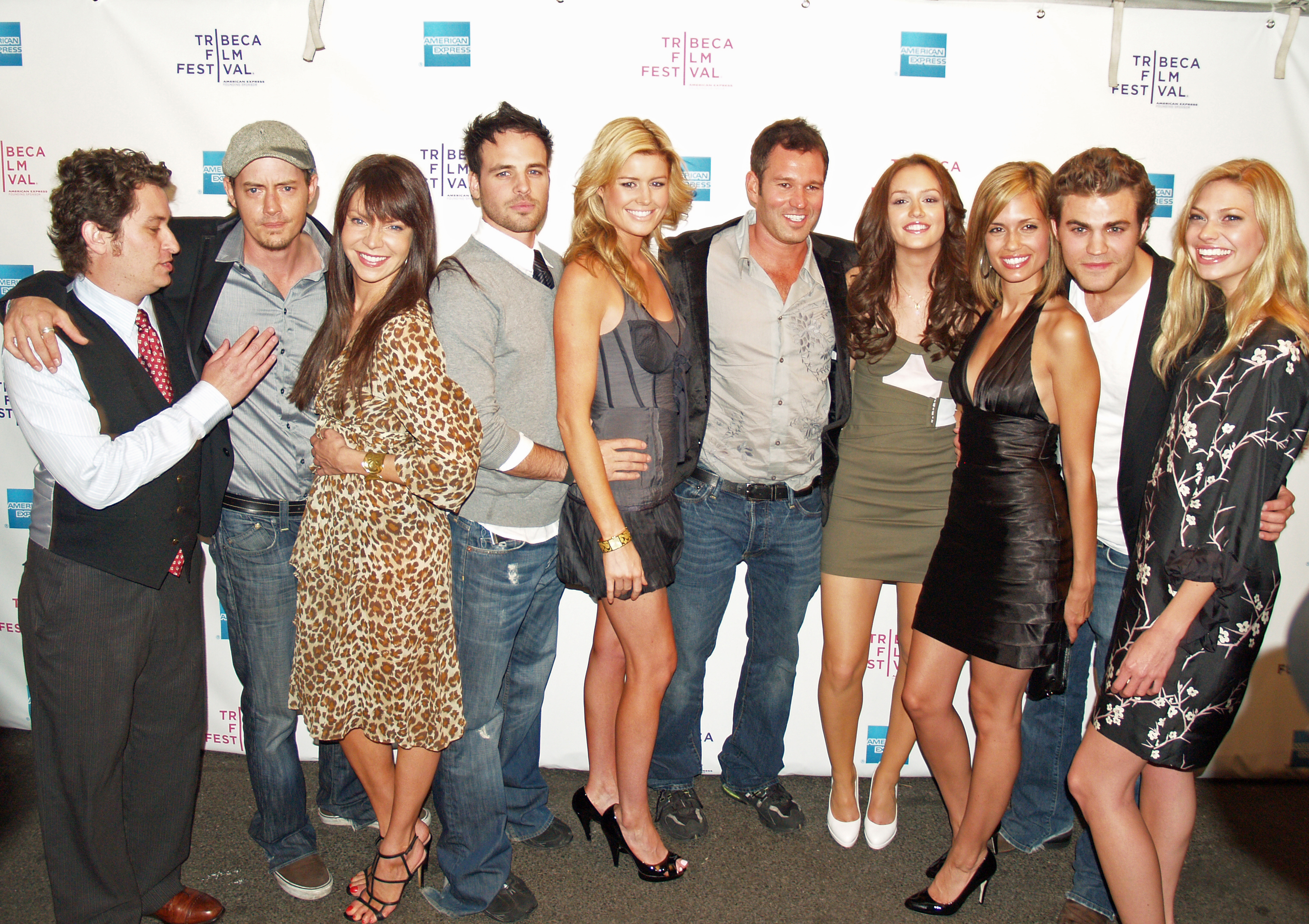
Obsazení filmu Killer Movie

Hrála v seriálu televize ABC Family, Beautiful People jako aspirující modelka Karen Kerr. Objevila se také v roce 2006 ve filmu Tajemství loňského léta 3 jako Zoe. Hostovala v seriálech Drake & Josh, Scrubs: Doktůrci, Jack & Bobby a měla malou roli v krátkém filmu. Její první filmová role přišla v krátkém filmu Starcrossed, který pojednává o bratrech, kteří náhle navzájem pocítí sexuální přitažlivost. Později ztvárnila losangeleskou herečku Sierru Young ve filmu Heber Holiday a byla v hlavním obsazení snímku Green Flash, společně s herci jako David Charvet a Kristin Cavallari. Hrála Phoebe Hilldale v Killer Movie. Mezi její známé role patří vedlejší role Carrie v dramatickém seriálu One Tree Hill, během páté a šesté série seriálu. Také v roce 2008 hostovala v seriálu Kriminálka Miami, v epizodě "You May Now Kill the Bride".
Byla ve Will.i.amově 'Volte Obamu' videu s názvem "We Are The Ones". V roce 2010 byla obsazena jako Melissa Hastings do televizního seriálu Prolhané krásky, založeném na stejnojmenné knižní sérii od Sary Shepardové. Dne 10. listopadu 2011 bylo potvrzeno, že se objeví v seriálu Upíří deníky jako Meredith Fell, která se začne zajímat o Alarica, když si všimne, jak rychle se uzdravuje po vážné nehodě. V listopadu 2012 získala hlavní roli v sedmé sérii seriálu Army Wives, seriál byl však zrušen.
V roce 2012 se objevila v seriálu Stalker a ve vánočním filmu Best Christmas Party Ever. V srpnu 2015 byla obsazena do jedné z hlavních rolí v seriálu Chicago Med.

## Osobní život

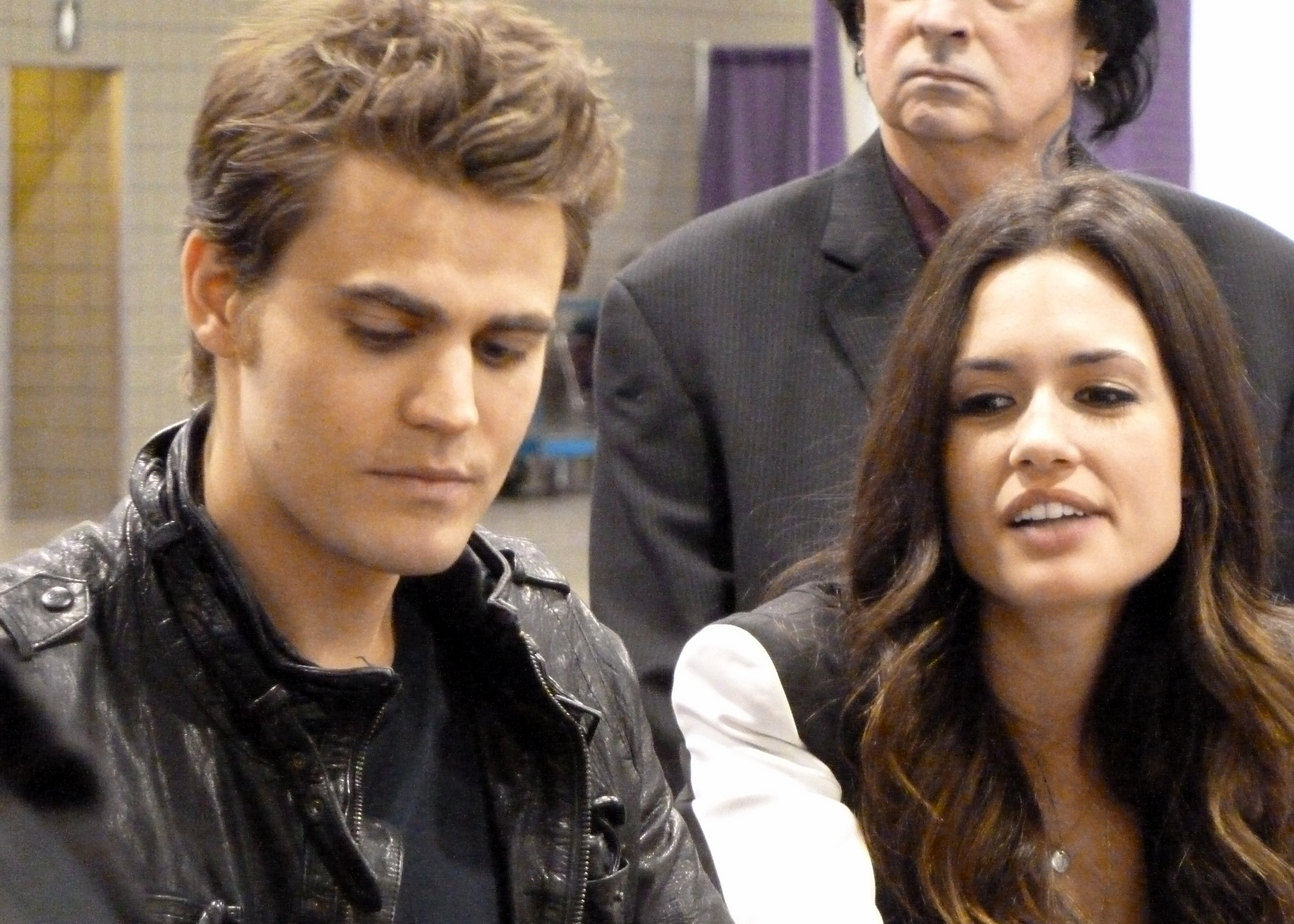
DeVitto a Wesley v roce 2012

DeVitto v roce 2007 při natáčení filmu Killer Movie potkala Paula Wesleyho, herce později známého ze seriálu Upíří deníky. Vzali se na soukromém obřadu v New Yorku v dubnu 2011. Pár oznámil rozchod v červenci 2013. Rozvod proběhl v prosinci 2013. Od roku 2014 do roku 2016 chodila s hercem Rick Glassman. Během let 2016 a 2017 chodila s tanečníkem Artem Chigvintsevem. V září 2018 potvrdila, že chodí s hercem ze seriálu Chicago P.D. Jessem Lee Sofferem. Dvojice se rozešla v květnu roku 2019.

## Filmografie
| Film       | Film                                                       | Film                 | Film                                    |
| Rok        | Název                                                      | Role                 | Poznámky                                |
| ---------- | ---------------------------------------------------------- | -------------------- | --------------------------------------- |
| 2005       | Starcrossed                                                | Maura                |                                         |
| 2006       | Tajemství loňského léta 3                                  | Zoe Waner            | Hlavní role                             |
| 2007       | Heber Holiday                                              | Sierra Young         | Také známé jako Shooting Star           |
| 2008       | Killer Movie                                               | Phoebe Hilldale      |                                         |
| 2008       | Green Flash                                                | Mia Fonseca          |                                         |
| 2011       | Cheesecake Casserole                                       | Margo                |                                         |
| 2011       | Obřad                                                      | Nina                 |                                         |
| 2013       | Evidence                                                   | Leann                |                                         |
| 2018       | The Hoaxing                                                | Angie                | krátkometrážní film                     |
| 2019       | Flyby                                                      | Jan                  | krátkometrážní film                     |
| 2020       | Divertimento                                               | Cathy                |                                         |
| TBA        | Amy Makes Three                                            | Carla Forrest        |                                         |
| TBA        | Cold                                                       | Ashley               | také výkonná producentka                |
| Televize   |                                                            |                      |                                         |
| Rok        | Název                                                      | Role                 | Poznámky                                |
| 2003       | Dawsonův svět                                              | První dívka          | díl: „Lovelines“                        |
| 2003       | Scrubs: Doktůrci                                           | Krásná dívka se psem | díl: „Moje bílá velryba“                |
| 2004–2005  | Drake & Josh                                               | Denise Woods / Tori  | 3 díly                                  |
| 2005       | Dva z Queensu                                              | Traci                | díl: „Půlnoční ocel“                    |
| 2005       | Jack & Bobby                                               | Tiffany              | díl: „Querida Grace“                    |
| 2005–2006  | Beautiful People                                           | Karen Kerr           | hlavní role (1. řada), 16 dílů          |
| 2006       | Runaway                                                    | Soccer Coach         | díl: „End Game“ (neuvedena v titulcích) |
| 2006       | ...The Making of I'll Always Know What You Did Last Summer | sama sebe            | dokument o natáčení filmu               |
| 2008       | Kriminálka Miami                                           | Kelly Chapman        | díl: „Nyní můžete zabít nevěstu“        |
| 2008       | One Tree Hill                                              | Carrie               | vedlejší role (5.–6.řada), 14 dílů      |
| 2009       | Castle na zabití                                           | Sierra Goodwin       | díl: „Tvář módního týdne“               |
| 2010–2017  | Prolhané krásky                                            | Melissa Hastings     | vedlejší role (1.–7. řada), 40 dílů     |
| 2011       | Marcy                                                      | Torrey               | díl: „Marcy Does Yoga“                  |
| 2012–2013  | Upíří deníky                                               | Meredith Fell        | vedlejší role (3.–4. řada), 12 dílů     |
| 2013       | Army Wives                                                 | Maggie Hall          | Hlavní role (7. řada), 13 dílů          |
| 2014       | Kriminálka Las Vegas                                       | Susan McDowell/Kitty | díl: „Kitty“                            |
| 2014       | Stalker                                                    | Elanie               | díl: „Hra“                              |
| 2014       | Best Christmas Party Ever                                  | Jeannie Stanton      | TV film (Hallmark)                      |
| 2015       | It Had To Be You                                           | Darby Powell         | TV film (Hallmark)                      |
| 2015–dosud | Chicago Med                                                | Dr. Natalie Manning  | Hlavní role                             |
| 2016–2017  | Chicago P.D.                                               | Dr. Natalie Manning  | Vedlejší role, 6 dílů                   |
| 2017–2018  | Chicago Fire                                               | Dr. Natalie Manning  | Vedlejší role, 2 díly                   |
| 2019       | Write Before Christmas                                     | Jessica              | TV film (Hallmark)                      |